# Garageband (datorprogram)
Garageband, av Apple skrivet GarageBand, är ett datorprogram utvecklat av Apple för att skapa musik eller poddsändningar. Det ingick tidigare i Apples programserie Ilife, men säljs numera separat. Programmet är huvudsakligen inte till för professionella musiker, utan är till för att amatörer enkelt ska kunna göra musik. Den första versionen av programmet introducerades 2003.
GarageBand är baserat på Logic Pro och delar samma underliggande arkitektur. Detta gör det möjligt att till exempel öppna projektfiler från programmet i Logic.

## Funktioner
I Garageband har man möjligheten att spela in och redigera flera ljudspår. Man kan använda en mikrofon för att spela in ljud, men man kan även använda inbyggda programvaruinstrument genom att spela på tangentbordet, alternativt på ett externt USB- eller MIDI-klaviatur eller en USB-kopplad elgitarr eller elbas. Garageband innehåller även ett stort antal olika så kallade "loopar" med förinspelade instrumentsnuttar. Det finns också olika digitala gitarrförstärkare och effektpedaler inkluderade, vilket gör att programmet kan fungera som en enklare inspelningsstudio.

### Övriga program i Ilife-serien
- Iphoto
- Imovie
- Iweb
- IDVD